# Ministergesetz
Als Ministergesetz wird in Deutschland ein Gesetz bezeichnet, das die Rechtsverhältnisse von Regierungsangehörigen regelt. Es gibt Ministergesetze auf Bundesebene und in den Bundesländern. Unter das Bundesgesetz fallen der Bundeskanzler und die Bundesminister (Art. 62 GG), unter die Landesgesetze die Mitglieder der einzelnen Staats- bzw. Landesregierungen (in den Flächenstaaten)  und Senate (in den Stadtstaaten). 
Ob auch Staatssekretäre zum persönlichen Anwendungsbereich gehören, beurteilt sich danach, ob sie Regierungsmitglieder sind. Das ist bundesweit uneinheitlich geregelt. 
Zu den Regelungsbereichen gehören die Höhe der Amtsbezüge, der Ruhegehälter und die Hinterbliebenenversorgung. Ferner untersagen sie die Annahme von Vorteilen oder das Ausüben von beruflichen, beratenden oder schlichtenden Tätigkeiten während der Zeit als Regierungsmitglied. 

## Bundesgesetz
- Bundesministergesetz,[1] vgl. Bundesregierung (Deutschland)

## Landesgesetze
- Baden-Württemberg: Ministergesetz,[2] vgl. Landesregierung von Baden-Württemberg
- Bayern: Gesetz über die Rechtsverhältnisse der Mitglieder der Staatsregierung,[3] vgl. Bayerische Staatsregierung
- Berlin: Senatorengesetz,[4] vgl. Senat von Berlin
- Brandenburg: Brandenburgisches Ministergesetz,[5] vgl. Brandenburgische Landesregierung
- Bremen: Senatsgesetz,[6] vgl. Senat der Freien Hansestadt Bremen
- Hamburg: Senatsgesetz,[7] vgl. Senat der Freien und Hansestadt Hamburg
- Hessen: Gesetz über die Bezüge der Mitglieder der Landesregierung,[8] vgl. Hessische Landesregierung
- Mecklenburg-Vorpommern: Landesministergesetz,[9] vgl. Landesregierung von Mecklenburg-Vorpommern
- Niedersachsen: Ministergesetz,[10] vgl. Niedersächsische Landesregierung
- Nordrhein-Westfalen: Landesministergesetz,[11] vgl. Landesregierung von Nordrhein-Westfalen
- Rheinland-Pfalz: Ministergesetz,[12] vgl. Landesregierung von Rheinland-Pfalz
- Saarland: Saarländisches Ministergesetz,[13] vgl. Saarländische Landesregierung
- Sachsen: Sächsisches Ministergesetz,[14] vgl. Sächsische Staatsregierung
- Sachsen-Anhalt: Ministergesetz,[15] vgl. Landesregierung von Sachsen-Anhalt
- Schleswig-Holstein: Landesministergesetz,[16] vgl. Landesregierung von Schleswig-Holstein
- Thüringen: Thüringer Ministergesetz,[17] vgl. Thüringer Landesregierung